# 光あれ

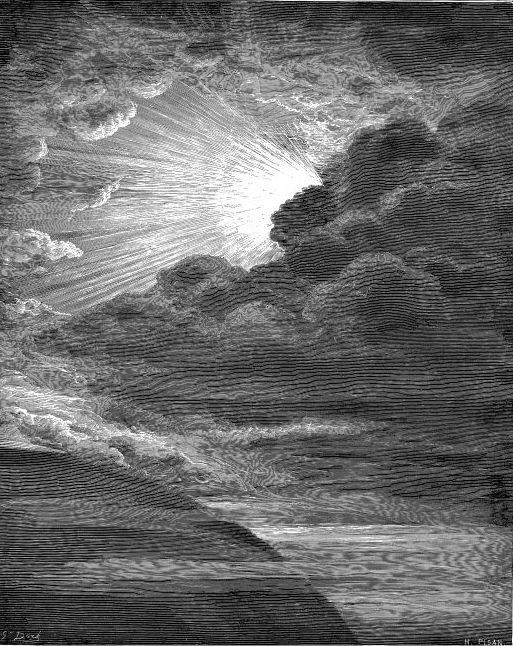
ギュスターヴ・ドレ画『光の創造』(Création de la lumière)

光あれ（ひかりあれ）は、聖書『創世記』の冒頭部、1章3節にある文言である。
神は「光あれ」と言われた。すると光があった。—創世記 1章3節（聖書 口語訳）、
「光あれ」はヘブライ語の原文יְהִי אוֹר (yehi 'or)に相当し、ギリシャ語ではγενηθήτω φῶς (genēthḗtō phôs)、ラテン語ではfiat luxやlux sitと翻訳されている。これは創世記の天地創造の物語の一部である。
ラテン語の"fiat lux"や英語の"Let there be light"は、慣用句として広く使われている。また、カリフォルニア大学など多くの教育機関のモットーとして使われており、これは「光」を「知識」のメタファーとして用いているものである。

## 翻訳
ヘブライ語聖書において、יְהִי אוֹר（yəhî ’ôr）というフレーズは2つの単語からなっている。יְהִי (yəhî) は「存在する」という動詞の三人称男性単数現在形であり、אוֹר (’ôr) は「光」を意味する。
コイネーによる七十人訳聖書では、第1章第3節は「καὶ εἶπεν ὁ Θεός γενηθήτω φῶς καὶ ἐγένετο φῶς」（—kaì eîpen ho Theós genēthḗtō phôs kaì egéneto phôs）と翻訳されている。ここで「Γενηθήτω」は、「γίγνομαι」（～となる）の命令形である。
ギリシャ語訳を最初にラテン語に翻訳した古ラテン語聖書では、「lux sit」（光を存在させよ）となっており、このフレーズは今日でも使用されることがあるが、その訳の正確性については議論がある。
カトリック教会の標準ラテン語聖書であるウルガタでは「fiat lux」と訳されている。「fiat」は「行う」または「作る」の意味の動詞「facio」の三人称単数現在形受動態接続法の形であり、文字通りには「fiat lux」は「光が創造されよ」という意味になる。英語によるドゥアイ・リームズ聖書では、ウルガタから「Be light made. And light was made.」（光が創造されよ。そして光が創造された）と訳している。欽定訳聖書では「Let there be light」となっている。
日本語においては、『舊新約聖書』（文語訳聖書）で「神光あれと言たまひければ光ありき」と翻訳され、『聖書 口語訳』をはじめとする口語訳においても「光あれ」という翻訳は維持された。

## 解釈

### 言葉による創造
アウグスティヌスは著書『神の国』において、この節は、単に神が世界を創造したというだけでなく、「神が言葉によって世界を創造した」ことを示すものであると解釈している。「光あれ」というフレーズは、聖書に記載される最初の神の言葉である。ラテン語の"fiat lux"は「光が創造されよ」という命令であり、命令による天地創造の記述は、神学用語で「フィーアト創造」(fiat creation)という。ピーター・クリーフトは、「（神は）ただ語った。そしてそれは存在するようになった」と述べている。『ヨハネによる福音書』1章には「初めに言（ことば）があった。（中略）万物は言によって成った」とある。
ゲルハルト・フォン・ラートはこの含意を、創造主と被造物の間の最も根本的な区別であると考えている。創造は神から発せられたもの、すなわち、神聖性の現れではなく、神の個人的な意思の産物であるとしている。

### 光
カイサリアのバシレイオスは、世界を美しくするための光の役割を強調しており、アンブロジウスもまた、「善き創造主は『光』という言葉を発し、それにより世界に明るさを吹き込み、かくしてその様相を美しくした」と書いている。
創世記において、光は太陽、月、星よりも先に創造されたと書かれている。光が1日目に作られたのに対し、太陽などが作られたのは4日目である（創世記1:14-19）。ユダヤ教の解釈には、ここで創造された光は「原始の光」であり、太陽に関連する光とは異なる（より明るい）とするものがある。この光は比喩的に解釈されることもあり、「神は光をまとっている」と述べる詩篇第104篇（創造の詩）と関連付けられることもある。
この節の記述と現代宇宙論におけるビッグバンとの関連を指摘する作家もいる。